# Estación de Jaca
Jaca es una estación ferroviaria situada en el municipio español de Jaca en la provincia de Huesca, comunidad autónoma de Aragón. Dispone de servicios de Media Distancia operados por Renfe.

## Situación ferroviaria
La estación se encuentra en el punto kilométrico 193,7 de la línea de ferrocarril de ancho ibérico que une Zaragoza con la frontera francesa por Canfranc a 827 metros de altitud. También es el kilómetro 0 del tramo Jaca-Canfranc, ya que la vía reinicia el kilometraje en esta estación.
Se sitúa entre las estaciones de Sabiñánigo y Villanúa-Letranz. El tramo es de vía única y está sin electrificar.

## Historia
La estación fue inaugurada el 1 de junio de 1893 con la puesta en marcha del tramo Huesca-Jaca de la línea que pretendía unir Zaragoza con la frontera francesa por Canfranc. Aunque dicho tramo fue abierto y explotado desde un primer momento por Norte la concesión inicial había recaído en la Sociedad Anónima Aragonesa la cual cedió la misma a Norte. En 1941, la nacionalización de los ferrocarriles de vía ancha en España supuso la desaparición de las compañías existentes y su integración en la recién creada RENFE. 
Desde el 31 de diciembre de 2004 Renfe Operadora explota el tráfico ferroviario mientras que Adif es la titular de las instalaciones.

## La estación
Se sitúa al noreste de la localidad. Cuenta con un edificio para viajeros de base rectangular formado por un cuerpo central de dos alturas y dos anexos laterales de planta baja. Dispone de dos andenes uno lateral y otro central al que acceden dos vías. Dispone además de más vías de apartado. El andén lateral está cubierto con una marquesina metálica.
El tendido ferroviario se renovó entre Caldearenas-Aquilue  y Jaca en 2007, aunque sin rectificar el trazado, por lo que en la mayoría del tramo se circula a 75 kmh, salvo un pequeño recorrido a 90 kmh.
El 31 de diciembre de 2019, se cerró la taquilla de venta de billetes, pero solo 15 días más tarde se reabrieron con personal de Adif, que se hará cargo de este servicio de forma provisional, hasta que lo asuma de forma permanente personal de Renfe Operadora.
La estación permanece abierta 06:05h a 19:35h, todos los días. Está catalogada como de categoría 5.

## Servicios ferroviarios

### Media distancia
Los trenes de Media Distancia operados por Renfe tienen como principales destinos Zaragoza y Canfranc. Cabe resaltar que en tiempo de nevadas es frecuente la suspensión del servicio a Canfranc, sustituyéndolo por un transporte alternativo por carretera, debido a que la vía se halla impracticable. 
Los trenes de la serie 596 de Renfe han dejado paso a los más modernos de la serie 594 desde el 23 de septiembre de 2021.
| Línea MD | Trenes   | Origen/Destino |  | Destino/Origen |
| -------- | -------- | -------------- |  | -------------- |
| 56       | Regional | Zaragoza       |  | Canfranc       |